# Trận Champagne lần thứ hai
Trận Champagne lần thứ hai là một trận đánh lớn diễn ra giữa Đế chế Đức và Đệ tam Cộng hòa Pháp trong cuộc Chiến tranh thế giới lần thứ nhất diễn ra từ ngày 25 tháng 9 đến ngày 6 tháng 11 năm 1915 tại Champagne, nước Pháp, mà kết thúc là thất bại của quân Pháp. Quân đội cả hai bên đều đã chuẩn bị chu đáo cho trận đánh ác liệt này. Trận chiến khốc liệt này mở đầu với cuộc tấn công của quân Pháp vào các cứ điểm của quân Đức vào buổi sáng ngày 25 tháng 9 năm 1915, theo kế hoạch của Tổng Tham mưu trưởng Joseph Joffre trước đó. Quân Pháp (gồm có Tập đoàn quân thứ hai và thứ tư) với sức tiến công mãnh liệt đã nhanh chóng chiếm được các chiến hào của tuyến quân Đức thứ nhất. Tuy nhiên, sự kết hợp tồi tệ của Pháo binh Pháp đã khiến cho quân Pháp bị hoảng loạn, và rồi quân Pháp phải hứng chịu thương vong hết sức khủng khiếp.
Trận huyết chiến vẫn cứ thế mà tiếp diễn cho đến ngày 28 tháng 9 năm 1915 thì Quân đội Đức (gồm thâu Tập đoàn quân thứ ba và thứ năm) có thêm viện binh do Tổng tham mưu trưởng Erich von Falkenhayn điều đến nên đánh lui được quân thù. Quân Đức vẫn cứ chặn đứng được quân Pháp, buộc kẻ địch phải chấm dứt cuộc tiến công vào tháng 10 năm 1915, nhờ đó quân Đức phản công thắng lợi. Trận huyết chiến này là một chiến bại thê thảm của quân Pháp, với tổn thất bi đát của họ về nhân lực và tinh thần. Chiến bại này cũng gây ra tranh cãi chính trị trong Chính phủ Pháp.
Như vậy, người Pháp đã hoàn toàn thất bại trong mục tiêu xoay chuyển thế trận.

## Hoàn cảnh dẫn đến trận đánh
Khi cuộc Chiến tranh thế giới lần thứ nhất bùng nổ vào năm 1914, Quân đội Đức tấn công Pháp và Bỉ, đại thắng oanh liệt như vũ bão. Lực lượng viễn chinh Anh đến cứu Bỉ và Pháp song cũng không ăn nhằm gì. Tuy nhiên, sức kháng cự của quân Bỉ và quân Anh trong trận Mons cùng với cuộc phản công của liên quân Anh - Pháp trong trận sông Marne lần thứ nhất. Quân Đức rút binh về sông Aisne, và quân Đồng Minh đã không thắng nổi quân Đức trong những trận giao tranh vào tháng 9 năm 1914. Quân Đức đã chiếm lĩnh được rất nhiều lãnh thổ của Bỉ và Pháp, và cho đến cuối năm 1914 thì quân Đức và quân Pháp đều không thể đánh bại được nhau, từ đó dẫn đến sự hình thành của cục diện Chiến tranh Chiến hào. Sang năm 1915, cuộc Đại chiến thế giới lần thứ nhất vẫn cứ tiếp diễn, Đại tướng Douglas Haig - chỉ huy quân Anh thay cho Thống chế John French - và Đại tướng Pháp là Joseph Joffre đã có kế hoạch chiến tranh tiêu hao theo đó dùng những cuộc tấn công kịch liệt để "rỉa mồi", mang lại lợi thế cho phe Đồng Minh.
Vốn từ cuối năm 1914 thì quân Đức đã đánh lui được quân Pháp trong trận Champagne lần thứ nhất và trong khi quân Pháp còn tiếp tục trận huyết chiến này thì quân Anh mở trận Neuve Chapelle nhằm đẩy quân Đồng Minh khỏi tình trạng Chiến tranh Chiến hào. Nhưng rồi quân Anh thất bại. Khả năng phòng vệ của quân Đức còn thể hiện từ ngày 5 cho tới ngày 30 tháng 4 năm 1915, khi họ đánh thắng quân Pháp ở trận chiến Woëbre. Tuy nhiên, Joffre vẫn chưa chịu thua. Ông chớp thời cơ quân Đức chú tâm sang Mặt trận phía Đông chống quân Nga để mà đánh một đòn giáng hạ vào quân Đức ở Artois. Vào đầu tháng 5 năm 1915, quân Pháp đạt thắng lợi ban đầu trong trận Artois lần thứ hai, nhưng rồi cũng thất bại. Thế nhưng, dựa vào việc Đức chia quân ra đánh Nga, Joffre quyết định tổ chức lại cuộc tấn công tại Champagne và Artois vào Mùa Thu năm ấy. Ông ta cho rằng những đợt công kích của quân Pháp ở Champagne và Artois sẽ phá tan quân Đức và buộc địch phải lui về cái đầu nhô Noyon. Trong khi đó, Quân đội Đức thì vẫn dựa vào hệ thống phòng thủ kiên cố, và những lực lượng Dự Bị hùng mạnh, giúp họ luôn đánh lui quân thù.
Quân Anh cũng chuẩn bị tấn công tại Loos để hỗ trợ cho sườn của Tập đoàn quân thứ 10 Pháp tại Artois. Quân Anh càng đông đảo hơn, và nhận trách nhiệm trên 20 dặm chiến hào của Quân đội Pháp.

## Diễn biến
Vào ngày 25 tháng 9 năm 1915, quân Pháp bắt đầu tấn công vào quân Đức tại vùng Champagne và Artois. Lực lượng Bộ binh Pháp mãnh liệt xung kích tại Champagne váo lúc 9 giờ 15 phút sáng, tiến công tại Artois vào lúc 12 giờ 45 phút. Tuy quân Pháp thất bại trận Artois lần thư ba, trận tấn công tại Champagne mở ra với đầy hứa hẹn: 18 Sư đoàn của Tập đoàn quân thứ hai và thứ tư của Pháp (chưa kể là còn có 10 Sư đoàn và hai Binh đoàn Kỵ binh Dự bị) đánh thốc vào Tập đoàn quân thứ ba của Đức là Thượng tướng Karl von Einem chỉ huy (với 18 Sư đoàn trong đó một Sư đoàn còn chưa tung vào chiến trận) và Binh đoàn cánh phải của Tập đoàn quân thứ năm của Đức trên trận tuyến dài 20 dặm. Ở giữa đoàn quân Pháp là một khoảng dất trải dài 9 dặm từ hướng Tây Souain cho đến Massignes, Tập đoàn quân Pháp thứ hai và thứ tư đã gần như hủy diệt Binh đoàn Dự bị thứ VIII yếu ớt của Einem. Do Tổng tham mưu trưởng Erich von Falkenhayn nghĩ rằng quân Pháp không tấn công nên ông không có Dự bị, đẩy Einem vào tình thế nguy kịch.
Từ hai phía vùng Bois de Perthes - trung tâm của cuộc công kích của quân Phap, Binh đoàn Thuộc địa II và XIV của Pháp đã chiếm trọn được 2500 thước lãnh thổ chỉ trong vòng có chưa đầy hai tiếng đồng hồ. Cuộc tiến công này do Sư đoàn Thuộc địa thứ 10 của Tướng Jean Marchand (trở nên nổi tiếng từ hồi khủng hoảng Fashoda năm 1898) đứng đầu, cuối cùng đã dừng bước do chịu sự kháng trả của tuyến quân thứ hai của người Đức trong suốt 5 tiếng đồng hồ - lâu hơn dự định. Jean Marchand cũng trận vong tại đây. Pháo binh Pháp liên tục nã pháo sang các vị trí phòng thủ của quân Đức trong suốt 3 ngày và sau đó bộ binh Pháp đã tiến lên được 3 km. Tuy nhiên đến ngày tiếp theo thì quân tiếp viện của Đức được điều đến và cuộc tấn công của người Pháp lại đi vào bế tắc trước khi kết thúc vào ngày 6 tháng 10.
Sau thất bại của đợt tấn công đầu tiên, 1 đợt tấn công thứ hai đã được bắt đầu trở lại nhưng lại tiếp tục không thu được thành quả gì. Đến ngày 30 tháng 10 thì quân Đức cho phản công trở lại và cố gắng lấy lại tất cả những vùng đất người Pháp chiếm được kể từ đầu trận chiến. Trận Champagne lần thứ hai chính thức kết thúc vào ngày 6 tháng 11 1915.

## Kết quả
Cuộc tấn công này của người Pháp đã gây cho họ thương vong rất lớn: họ mất 145 000 người trong khi thương vong của người Đức chỉ khoảng bằng 1 nửa. Tuy nhiên, quân Pháp đã bắt được 25 000 tù binh và tịch thu được 150 khẩu pháo. Trận chiến kết thúc nhưng vẫn tiếp tục không thể giải quyết tình trạng bế tắc ở mặt trận phía Tây và đây cũng là trận đánh cuối cùng ở mặt trận này trong năm 1915.
Sau trận này, quân Pháp và quân Đức tạm thời đình chiến cho đến khi trận Verdun mở màn vào ngày 21 tháng 2 1916.